# Itame mizanensis
Itame mizanensis là một loài bướm đêm trong họ Geometridae.